# لواء بانزر 101
لواء بانزر 101 هو لواء بانزر حارب في الحرب العالمية الثانية.

## التاريخ
تم تشكيل أول لواء بانزر 101 في 5 يوليو 1941 في فرنسا بالدبابات التي تم الاستيلاء عليها.  في 21 سبتمبر 1941، تم استخدامه لتشكيل أفراد فرقة بانزر 23. العقيد بوثو إلستر لفترة وجيزة في قيادة اللواء في عام 1941 قبل نقله إلى قيادة الجيش الألماني في الغرب. 
أمر اللواء 101 بانزر الثاني في 11 يوليو 1944 ولكن لم يتم تشكيله حتى 15 أغسطس 1944. مثل معظم ألوية البانزر، لديها كتيبة من دبابات تايجر وكتيبة في بانزرجرينادير من أس دي.كيه أف زي. 251 نصف المجنزرة. كان جزءًا من Panzerverband Strachwitz المخصص تحت قيادة فون ستراشفيتز.  شاركت الفرقة 101، إلى جانب لواء إس إس بانزر جروس، في عملية Doppelkopf لاستعادة الاتصال بين مجموعة الجيوش الشمالية ومجموعة الجيوش الوسطى.  ثم تم نشره على خط المواجهة في إستونيا .  في أكتوبر 1944، تم تجديد اللواء بالقرب من بوبرويسك، ثم تم دمجه مع بقايا فرقة بانزر العشرين المدمرة.

## ترتيب المعركة

### 1941
- فوج بانزر 203
- فوج بانزر 204

## القادة
- أوبرست بوثو إلستر - 1941
- أوبرست مينراد فون لاوشرت - يوليو - أغسطس 1944
- أوبرست ريتشارد شميدثاجن - أغسطس 1944
- أوبرسلوبمينت Guido von Wartenburg - أغسطس - سبتمبر 1944
- الرائد إبرهارد زان - سبتمبر - أكتوبر 1944 [note 1]

## اقتباسات
1. ↑  Nafziger 1999.
2. ↑  Nafziger، George. "Organization History of German Panzer Formations" (PDF). مؤرشف من الأصل (PDF) في 2018-11-04. اطلع عليه بتاريخ 2015-11-22.
3. ↑  Mitcham 2000.
4. 1 2 3  Mitcham 2007.